# Escriboni Asclepíades
Escriboni Asclepíades (en llatí Lucius Scribonius Asclepiades) és el nom d'un metge que apareix en una inscripció llatina de data desconeguda i que s'ha suposat que podria ser el mateix personatge que Escriboni Llarg Designatià (Scribonius Largus Designatianus), cosa que és dubtosa.